# Vilma Ale de Herrera
Vilma Ale de Herrera är en ort i Mexiko.   Den ligger i kommunen Gómez Palacio och delstaten Durango, i den centrala delen av landet, 800 km nordväst om huvudstaden Mexico City. Vilma Ale de Herrera ligger 1 112 meter över havet och antalet invånare är 136.
Terrängen runt Vilma Ale de Herrera är huvudsakligen platt, men västerut är den kuperad. Runt Vilma Ale de Herrera är det tätbefolkat, med 308 invånare per kvadratkilometer. Närmaste större samhälle är Gómez Palacio, 17,7 km söder om Vilma Ale de Herrera. Omgivningarna runt Vilma Ale de Herrera är i huvudsak ett öppet busklandskap.